# Takelot III.
Takelot III. war ein altägyptischer Pharao (König) libyscher Abstammung. Nach Thomas Schneider Lexikon der Pharaonen ist er in die 23. Dynastie einzuordnen. Seine alleinige Regierungszeit ist von etwa 766 bis 754 v. Chr. anzusetzen. Er war ab dem 24. Regierungsjahr (771 v. Chr.) zunächst „nur“ Mitregent seines wohl bereits betagten Vaters Osorkon III., anschließend jedoch, für nur wenige Jahre, selbst Pharao. Seine Mutter war Tentsai, Gemahlin Osorkons III. Als Gemahlinnen sind die Königstochter Irti-Bastet (A), Kakaet und Betjet bezeugt. Takelot III. hatte mindestens zwei Söhne: Djedptahiuefanch, zweiter Prophet des Amun, und Osorkon, anscheinend ein einfacher Prophet des Amun. Seine Töchter waren Irbastetudjatjau, Diisetnesit, die beide mit Wesiren verheiratet waren, sowie Tentsai und die Prophetin der Mut Irti-Bastet (B), möglicherweise eine Tochter der genannten Königstochter und Königsgemahlin Irti-Bastet (A).

## Werdegang
Takelot III. war zuerst Hohepriester des Herischef in Herakleopolis, Statthalter des Südens und General, dann Hohepriester von Theben, schließlich Mitregent seines Vaters Osorkon III., bevor er eine eigenständige Regierung ausübte (Jahr 29 Osorkons III. = 6. Jahr Takelots III. in Nilstandsinschrift in Karnak).

## Belege
Er ist durch Bautätigkeit in Karnak im Tempel des Osiris zusammen mit seinem Vater Osorkon III. bezeugt. Rundbilder  Takelots III. sind eine nur fragmentarisch erhaltene, archaisierende Statuette (Schreitfigurtorso) aus Abydos sowie möglicherweise eine Sphinxstatue aus Karnak (Kairo, CG 42195). Eine kleinformatige Sitzfigurengruppe aus dem Tempel der Mut in Karnak-Süd ist (wohl sekundär) für Takelot III. und seine Gemahlin Betjet beschriftet worden. Hervorzuheben sind weiter eine Genealogie aus seinem 7. Jahr auf der Dachterrasse des Chonstempels in Karnak und die Nennung als Truppenkommandant auf einem Gefäß mit Trinkspruch.

## Rivalen
In Mittelägypten beanspruchten Namilt (III.) von Hermopolis und Pajeftjauemauibastet von Herakleopolis königlichen Status, während im Süden Pije sein Herrschaftsgebiet in die Thebais ausweitete und dort seine Schwester Amenirdis I. als Gottesgemahlin des Amun einsetzte.

## Nachfolger
Nachfolger von Takelot III. wurde sein jüngerer Bruder Rudamun.